# Piñeira (Baralla)
Piñeira (llamada oficialmente San Salvador de Piñeira) es una parroquia y una aldea española del municipio de Baralla, en la provincia de Lugo, Galicia.

## Geografía

### Montes y Agros
A Veiga, Fabeiro, Salgueiros, a Carballeira, Xestido, Mundín, As Labradas, O Novo, Val do Souto, Salgueiros, O Ramallal, Abredo, Veiga do Río, A Costa, Cotallón, Baldraga, A Medorra, O Modorrón, A Pena, A Ameixeira, Currello, Os Grovos, O Pardón (O Paredón), Soutos de Quintá, A Verdia.

### Los Barrios y sus casas
- Barrio da Langoira: de Quique, de Inés, da Fonte Fabeira, de Subarranco: casas de Lagares, de Gervasio, de Amalia, de Ginés.
- Barrio de Vilela: da Cancela, de Casanova, de Chousela, do Fabriqueiro, do Talameiro, de Carlos, do Neto, de Orcidiano, da Nuca, do Fino, de Plaza (da Serra), do Fachito (Serra Pequena), do Rego, de Armada, do Carrizo [ya no existe], do Souto (casa do cura), do Fental [en ruinas].
- Barrio de Arriba: do Bolaño, da Campa, do Campo de Rúa, Xardón de Abaixo, Xardón de Riba, da Cruz, de Zarra, da Groba, do Gasallo (de Vicente), do Bao, da Neta, do Coxo, das Grovas, do Mourín, do Tudiego (do tío Diego).
- Barrio do Casar: da Torre, do Palacio [ya no existe], do Ferreiro, do Casar, da señora Carmen [ya no existe].
- Barrio de Quintá: de Campa, de Balboa, de Alonso, de Xorxe, do Pombo, da Palleira, de Silva, da Castiñeira [en ruinas].

## Organización territorial
La parroquia está formada por cinco entidades de población, constando dos de ellas en el nomenclátor del Instituto Nacional de Estadística español:
- Barrio de Arriba
- Bolaño
- Piñeira
- Quintá
- Vilela

## Demografía

### Parroquia
| Gráfica de evolución demográfica de Piñeira (parroquia) entre 2000 y 2019 |
|                                                                           |
| Datos según el nomenclátor publicado por el INE.                          |

### Aldea
| Gráfica de evolución demográfica de Piñeira (aldea) entre 2000 y 2019 |
|                                                                       |
| Datos según el nomenclátor publicado por el INE.                      |

## Monumentos y lugares de interés
La iglesia parroquial se encuentra ubicada en un Castro. En su interior existe un bello retablo, que forma el altar mayor, de estilo churrigueresco.

## Festividades
San Salvador, el día 6 de agosto, y Nuestra Señora de Lourdes, el 11 de febrero.